# 関西府県連合共進会
関西府県連合共進会（かんさいふけんれんごうきょうしんかい）は明治時代に催された地方博覧会。

## 概要
1883年（明治16年）に大阪府の主催で第1回が開催され、農産物や工業製品の出品・展示を中心として以降3〜5年おきに開催された。なお、名称に「関西」と付いてはいるが、実際には関西圏以外の自治体も参加していた。

## 会場
| 回 | 期間                                 | 会場                                            | 参加府県 |
| -- | ------------------------------------ | ----------------------------------------------- | --- |
| 1  | 1883年（明治16年） 10月1日-11月19日  | 大阪府東区（大阪博物場）                        | 大阪 兵庫 岡山 山口 徳島 愛媛 高知 和歌山 滋賀 島根 鳥取 福井 石川                                                                                              |
| 2  | 1886年（明治19年） 10月10日-11月18日 | 広島県広島区大須賀村 （二葉山公園）             | 京都 兵庫 石川 福井 岡山 山口 鳥取 広島 |
| 3  | 1888年（明治21年） 9月10日-10月29日  | 京都府京都市（京都御苑）                        | 京都 大阪 兵庫 奈良 愛知 滋賀 福井 石川 富山 鳥取 岡山 広島 山口 和歌山 徳島 愛媛 高知                                                                          |
| 4  | 1892年（明治25年） 4月1日-5月20日    | 奈良県添上郡奈良町 （東大寺大仏殿）             | 京都 大阪 兵庫 奈良 滋賀 福井 石川 鳥取 島根 広島 山口 和歌山 愛媛 香川                                                                                         |
| 5  | 1894年（明治27年） 7月10日-8月28日   | 石川県金沢市 （兼六園内石川県勧業博物館）       | 京都 大阪 兵庫 奈良 岐阜 福井 富山 岡山 広島 山口 香川 高知 石川                                                                                                |
| 6  | 1897年（明治30年） 4月11日-5月30日   | 兵庫県神戸市楠町 （現・神戸大学医学部附属病院） | 京都 大阪 富山 石川 福井 滋賀 岐阜 奈良 和歌山 香川 愛媛 高知 兵庫 岡山 広島 山口 鳥取 島根                                                                     |
| 7  | 1899年（明治32年） 7月1日-8月19日    | 富山県上新川郡堀川村 （現・富山市・富山高校）   | 京都 大阪 兵庫 石川 福井 愛知 香川 愛媛 高知 徳島 岡山 奈良 島根 広島 新潟 山口 富山                                                                            |
| 8  | 1902年（明治35年） 4月11日-5月30日   | 香川県高松市（高松城址）                        | 京都 大阪 兵庫 三重 愛知 静岡 滋賀 福井 石川 富山 島根 岡山 広島 山口 徳島 愛媛 高知 香川                                                                       |
| 9  | 1907年（明治40年） 4月1日-5月30日    | 三重県津市（偕楽公園）                          | 京都 大阪 兵庫 奈良 三重 愛知 静岡 滋賀 岐阜 福井 石川 富山 鳥取 島根 岡山 広島 山口 和歌山 徳島 香川 愛媛 高知                                                 |
| 10 | 1910年（明治43年） 3月16日-6月13日   | 愛知県名古屋市（鶴舞公園）                      | 東京 京都 大阪 神奈川 兵庫 新潟 埼玉 群馬 茨城 栃 木 奈良 三重 静岡 山梨 滋賀 岐阜 長野 福井 石川 富山 鳥取 島根 岡山 広島 山口 和歌山 徳島 香川 愛媛 高知 愛知 |